# Dreissig Jahre
Dreissig Jahre ist ein Schweizer Film von Regisseur Christoph Schaub aus dem Jahr 1989.

## Handlung
Franz, Thomas und Nick sind seit ihrer Jugend befreundet und lebten zusammen in einer Wohngemeinschaft. Nun sind sie dreissig. Können sie sich dem Ernst des Lebens noch entziehen? Und wo bleiben die Träume, die Welt zu verändern - wurden sie verdrängt?

## Kritiken
- „Wie in seinem ausgezeichneten Erstling befasst sich Christoph Schaub auch in seinem zweiten Spielfilm mit einer Männerfreundschaft und mit den Schwierigkeiten, sich von der Vergangenheit zu trennen. In ausdrucksstarken poetischen Bildern und mit lockerem, leicht melancholischem Humor erzählt der Dialektfilm den schwierigen Prozess einer Ablösung und eines Abschieds. Seismographisch genau erfasst Christoph Schaub zusammen mit seinem Drehbuchautor Martin Witz die Gefühlslage einer Generation zwischen Anpassung und Widerstand.“ - Der Bund, 1991
- „Schaub hat mit Dreissig Jahre einem der ungewöhnlichsten Schweizer Filme des letzten Jahre, gegen helvetische Realität angefilmt. Franz, Nick und Thomas sind eigentlich melancholisch-romantische, ja fast altmodische Figuren, die längst von Vertretern einer pragmatischeren und leistungsorientierteren Generation - «einer Generation von Gipfelstürmern» (Schaub) - abgelöst wurden.“ - Guido Münzel Berner Zeitung, 4. April 1990
- „So wichtig wie die «Ghetto-Filme» von Stephen Frears für das neue englische sind Christoph Schaubs Filme für das Schweizer Kino. Hier träumt nicht die Traumfabrik von ihrem Publikum, sondern der Autor von seinen Erfahrungen. Wie Frears in Hanif Kureishi hat Schaub in Martin Witz einen unvergleichlichen Drehbuchautor gefunden. Ein Glücksfall.“ - Helmut Schödel, Die Zeit, 18. Mai 1990